# Daniel Walravens
Pour les articles homonymes, voir Walravens.
Daniel Walravens, né le 19 juillet 1944 à Créteil dans le Val-de-Marne, est un peintre français.

## Biographie
Né le 19 juillet 1944 à Créteil dans le Val-de-Marne, Daniel Walravens étudie de 1962 à 1965 à l'École des Arts Décoratifs à Paris. De 1965 à 1968, il travaille dans des studios spécialisés dans les décors de scène. Ses œuvres d'abstraction géométrique sont liées au mouvement minimaliste américain, et mettent en valeur les éléments qui rappellent l'art de l'Extrême-Orient.